# Đồng phục

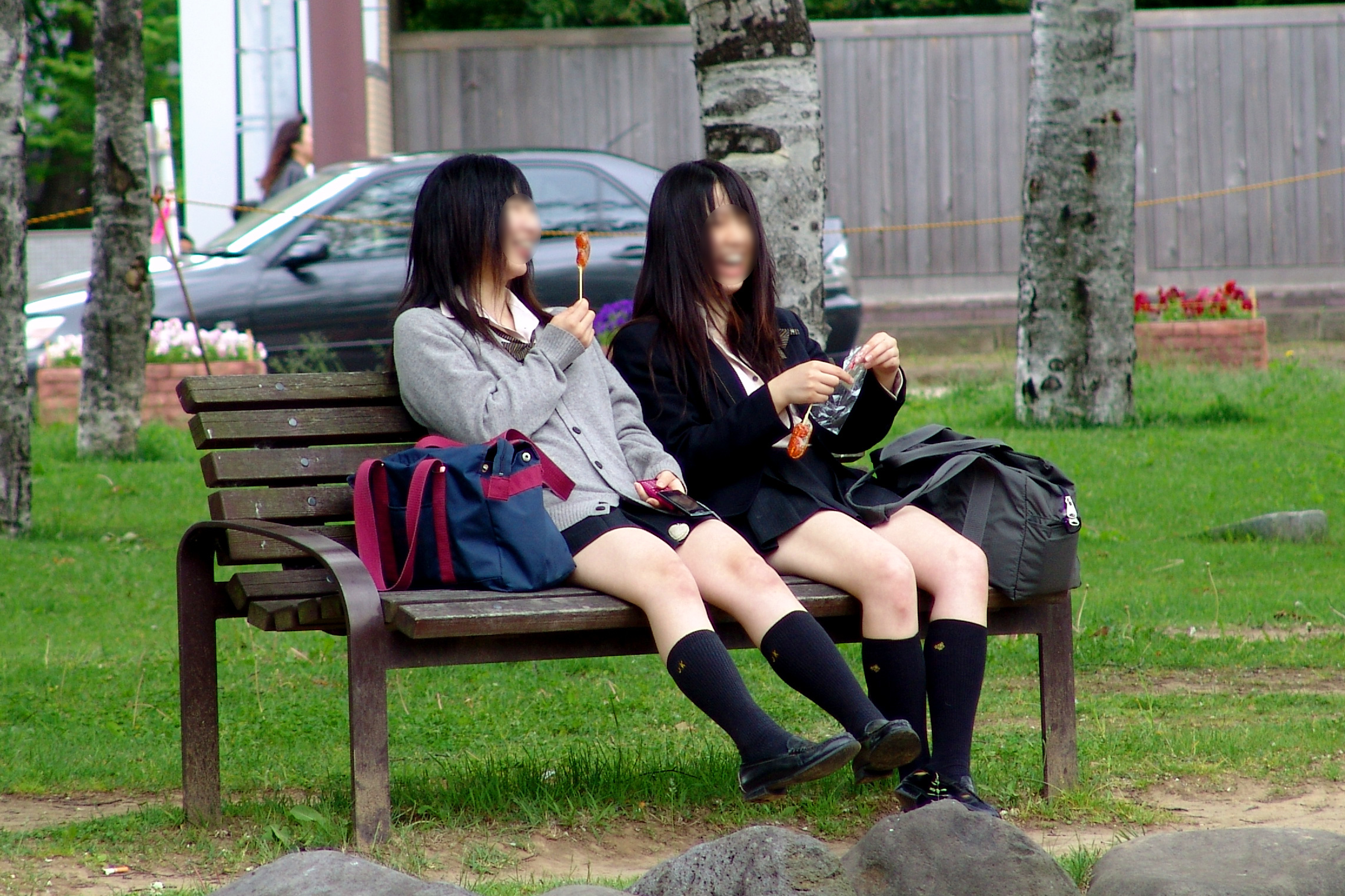
Học sinh Nhật Bản mặc đồng phục

Đồng phục hay bộ đồng phục là các loại quần, áo giống nhau và được mặc bởi các thành viên của một tổ chức khi tham gia các hoạt động trong tổ chức đó theo quy định, nội quy của tổ chức. Đồng phục hiện nay được sử dụng phổ biến trong các lực lượng vũ trang, tổ chức bán quân sự (dân quân tự vệ, dân phòng) một số nơi làm việc, trường học, bệnh viện, nhân viên bảo vệ, một số công sở và các tù nhân trong nhà tù. Ở một số nước các quan chức cũng mặc đồng phục khi thực thi nhiệm vụ (đồng phục ngành). Công nhân đôi khi cũng được phát đồng phục mặc dưới dạng áo quần bảo hộ lao động.
Đồng phục  cũng thể hiện tình đoàn kết của tổ chức, điều này đã được thực hiện ngay từ những ngày của Đế chế La Mã đến ngày nay.Việc mặc đồng phục thường được thực hiện một cách bắt buộc ở  trường học, bệnh viện, nhà hàng và nơi công sở. Mục đích của các tổ chức này  một phần là muốn trang bị những bộ quần áo tiện ích với công việc cho từng thành viên  một phần là  yêu cầu mọi thành viên phải tuân theo một nội quy thống nhất của tổ chức.
Đồng phục ban đầu là sự thể hiện một phóng cách hay nhóm cá tính của một đội nhóm hay tổ chức, nó là sự phân biệt giữa các tập thể. Dần phần đồng phục được phát triển mạnh mẽ gần như ở tất cả các tổ chức trong xã hội, đặc biệt là doanh nghiệp. Với Doanh nghiệp đồng phục không chỉ thể hiện tinh thần, phong cách cũng như đặc trưng của doanh nghiệp, mà còn là một cách để quảng bá hình ảnh ra công chúng để nhiều người biết đến.
Ngày nay, đồng phục và thời trang có sự hòa lẫn, các nhóm, tổ chức, doanh nghiệp, trường học... đều lựa chọn đồng phục cho mình sao cho ấn tượng nhất, hợp thời nhất.
Về Doanh nghiệp đồng phục khá đa dạng. Các ngành nghề văn phòng thường chọn âu phục, quần tây, sơ mi hoặc veston. Còn những ngành nghề liên quan đến xã hội, sự kiện thì họ hay chọn áo thun hay còn gọi là áo phông. Còn những ngành nghề cần mức độ nguy hiểm như xây dựng, đóng tàu... thì đồng phục còn có tác dụng bảo vệ người lao động, và áo đó gọi là áo Bảo hộ lao động. Những ngành nghề về mỹ phẩm, làm tóc, nails... thì đồng phục công nhân viên đi đôi với váy, áo thun.